# 山田兼松
山田 兼松（やまだ かねまつ、1903年7月10日 - 1977年8月27日）は、日本の男子マラソン選手。香川県坂出町（現・坂出市）出身。1928年アムステルダムオリンピックのマラソンで4位に入り、日本人として同種目で初めて入賞した。

## 来歴

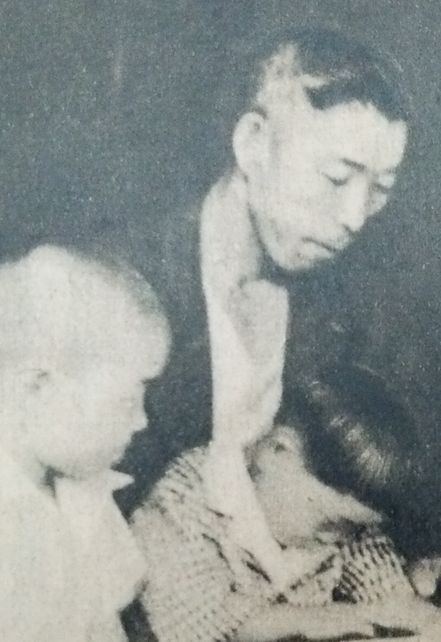
1948年

1903年、坂出の塩田業者の家に末っ子として生まれる。子どもの頃から塩田での作業に従事していた。当時の塩田では広い浜辺を走り回る作業が多く、従事する人々は自然に足腰が鍛えられた。その中から極東選手権競技大会や「日本オリンピック大会」に出場した森井安平、浜田嘉平らが輩出され、「塩田マラソン」とも呼ばれるようになる。
1920年アントワープオリンピックで、近隣の宇多津出身の大浦留市が5000メートルと10000メートルの代表として出場し、帰郷の際に坂出の青年により「オリンピック歓迎マラソン大会」が実施されたことで、塩田勤務者を含めた地元民の間にマラソンや陸上競技への関心が高まることになった。山田もこの時期から陸上競技に取り組み始めた。塩田作業の終わった夜にさらに陸上のトレーニングをしていたという。
1924年の第1回明治神宮競技大会で1500メートルに出場して4位となったのが、陸上競技での最初の全国大会出場だった。翌年の第2回では10000メートルに3位入賞を果たすが、いずれも優勝は逃したことからトラック競技をあきらめてマラソンに転向する。
1927年の阪神国道開通記念クロスカントリーに優勝。翌1928年のオリンピック予選会で優勝して念願の代表の座をつかんだ。
8月5日のオリンピック本番では序盤から先頭集団に入り、中盤からはトップに立った。山田は40キロメートル付近では2位に200m近い大差を付けていた。ところがそのあと、右膝が激痛を発した。渡欧後、山田はベルリンで練習したときにすでに膝を痛めて2日練習を休んでいたが、完治しないままアムステルダムに入り、全コースの試走もおこなうなど、硬い石畳の道で走り続けたことで膝に重い負担がかかった。山田のスピードは急激に落ち、そこをフランスのエル・ワフィはじめ3人の選手が追い抜いていった。ゴール地点の競技場では、レース終盤まで山田の名が最上位に掲示されており、選手が近づくと会場内から「ジャパン、ジャパン」の声援が上がったが、先に飛び込んできたのはエル・ワフィであった。日本の応援団は落胆したが、それでも山田は痛みに耐えて2:35:29のタイムで4位でゴールし、マラソンで日本人初の入賞者となった。朝鮮半島出身の孫基禎を別にすると、最終的にメダルにこそ届かなかったものの、ゴールの近くまでトップにいたという点では、日本の男子マラソン史上森下広一と並んでオリンピックの金メダルに近づいた選手である。この記録は公認のマラソンコースにおける当時の日本最高でもあった。
オリンピック後も1929年の「大阪・東京間400マイルマラソン」を8日間（59:29:11）で走って優勝するなど、健脚を披露した。また1938年当時は、坂出出身の後輩ランナーである塩飽玉男（1936年ベルリンオリンピック男子マラソン代表選手）のトレーナーを務めていたことが報じられている。
山田の偉業を称えて、香川丸亀ハーフマラソンにおいて「山田兼松章」の表彰が行われている。